# Arsthinol
L'arsthinol est un dérivé organoarsénié trivalent efficace contre les infections à protozoaire. Synthétisé pour la première fois par Ernst Friedheim (es) en 1949 par complexation de l'acétarsol avec le dimercaprol, il s'est montré actif sur l'amibiase et sur certaines tréponématoses comme le pian. Considéré à l'époque comme « très bien toléré », il a été commercialisé aux États-Unis en 1953 sous le nom de Balarsen. En 2006, des chercheurs de l'Université Henri-Poincaré de Nancy ont mis en évidence son activité sur différents types de cellules leucémiques. 